# Опиногура-Гурна (гмина)
Опиногура-Гурна (пол. Opinogóra Górna) — сельская гмина (волость) в Польше, входит как административная единица в Цеханувский повет, Мазовецкое воеводство. Население — 5986 человек (на 2004 год).

## Демография
| Перепись                       | Всего   | Всего | Женщины | Женщины | Мужчины | Мужчины |
| ------------------------------ | ------- | ----- | ------- | ------- | ------- | ------- |
| Единицы                        | человек | %     | человек | %       | человек | %       |
| Население                      | 5986    | 100   | 2927    | 48,9    | 3059    | 51,1    |
| Плотность населения (чел./км²) | 42,8    | 42,8  | 20,9    | 20,9    | 21,9    | 21,9    |

## Сельские округа
1. Баче
2. Богуцин
3. Хшаново
4. Хшанувек
5. Чернице
6. Длуголенка
7. Дзбоне
8. Эльжбецин
9. Гозьдзе
10. Яновента
11. Конты
12. Кобылин
13. Колачкув
14. Колаки-Будзыно
15. Колаки-Квасы
16. Котермань
17. Лагуны
18. Ленки
19. Опиногура-Дольна
20. Опиногура-Гурна
21. Опиногура-Колёня
22. Паево-Круле
23. Палуки
24. Покоево
25. Поможе
26. Пшедвоево
27. Пшитока
28. Ромбеж
29. Рембово
30. Рембувко
31. Сосново
32. Вежбово
33. Вильково
34. Владыславово
35. Воля-Вежбовска
36. Вулька-Ланенцка
37. Залуже-Имбжики
38. Залуже-Паторы
39. Зыгмунтово
40. Клёново

## Соседние гмины
1. Гмина Цеханув
2. Цеханув
3. Гмина Чернице-Борове
4. Гмина Голымин-Осьродек
5. Гмина Красне
6. Гмина Регимин